# Misstress Barbara
Pour les articles homonymes, voir Barbara Brown.
 (avril 2012).
Si vous disposez d'ouvrages ou d'articles de référence ou si vous connaissez des sites web de qualité traitant du thème abordé ici, merci de compléter l'article en donnant les références utiles à sa vérifiabilité et en les liant à la section « Notes et références ».
Misstress Barbara (de son vrai nom Barbara Bonfiglio) est une DJ (disc jockey) et chanteuse canadienne d’origine italienne. Elle est née à Catane,  en Sicile, en 1975.
Son nom “Misstress” s’écrit avec quatre S parce qu’il s’agit d’un jeu de mots (composés des deux termes anglais “miss” et “stress”). Actuellement elle vit à Montréal au Québec où sa famille a émigré de Sicile quand elle avait seulement huit ans.

## Carrière
Misstress Barbara commence à l'âge de 12 ans avec le tambour. Elle passe ensuite à la batterie dans un groupe heavy metal. À cette époque la house music ne compte pas parmi ses intérêts. Elle s’intéresse à la musique électronique à partir de 1994, date à laquelle elle passe également son Baccalauréat Arts et Communication (avec pour spécialité Cinéma). Elle commence à jouer comme DJ dans les clubs des principales villes canadiennes ; Québec, Ottawa, Toronto, Calgary, Vancouver, Halifax, etc.
Elle poursuit sa carrière en jouant de la musique dans le monde entier (en Europe, en Asie, en Amérique du Nord et du Sud ainsi qu’en Australie) à partir de 1996, date à laquelle elle tient sa première représentation en tant que DJ. Misstress Barbara réalise des productions sur quelques-uns des labels Techno les plus réputés (comme par exemple Tronic, Rotation, Strive et In-Tec) et certains de ses morceaux ont même été sélectionnés pour des films. La majeure partie de ses influences musicales provient de la musique latine (c’est-à-dire d’Amérique du Sud) et du Jazz.
En 1999 Barbara crée son propre label, Relentless Music, qui devient Iturnem début 2004.
Misstress Barbara a joué avec des artistes tels que Carl Cox, Björk et beaucoup d’autres. 
Elle a fait des représentations dans des clubs et des raves sur toute la planète et notamment à l’Aria et au Stéréo (à Montréal, Canada), au Rex (à Paris, France), au Florida 135 (à Fraga, Espagne), au Velvet Underground (à Londres, Royaume-Uni), Twilo (à New York, USA) ainsi que de grands festivals comme I LOVE TECHNO (Belgique), MONEGROS et SONAR (Espagne).
Misstress Barbara est une figure importante de l'univers musical moderne, même si encore peu remarquée par ses compatriotes italiens. Elle est mondialement appréciée et recherchée pour ses compétences sur les platines. Son style oscille entre house et techno et son "hard beat" est typique de ses productions.
En 2009 elle sort son premier album en tant que chanteuse : I'm No Human est nommé aux Juno Award 2010 dans la catégorie Meilleur Album Dance de l'Année. Elle collabore avec des artistes tels que le musicien montréalais Sam Roberts (sur le single "I'm Running"), Brazilian Girls et Bjorn Yttling de Peter Bjorn and John.  "I'm No Human". Pour se produire sur scène, Misstress Barbara crée le groupe Misstress Barbara With Girls On A Ducati, qui se produit pour la première fois a à guichets fermés au Club Soda de Montréal à l'occasion du Festival international de jazz de Montréal 2009, et réitèrere l'année suivante, en 2010. En 2012, elle sort son deuxième album en tant que chanteuse intitulé "Many Shades of Grey".

## Discographie

### Albums
- 2009 - I'm No Human
- 2012 - Many Shades of Grey

### Singles
- "I'm Running" ft. Sam Roberts – #67 Canada
- "Four On The Floor"
- "Dance Me To The End Of Love"
- "Don't Leave/ Come BacK"
- "Barcelona"
- "K-10/ Azzurri"
- "Come With Me"
- "On Fire" (Misstress Barbara & Carl Cox)
- "Gloria Grande"
- "In Da Moda Da Nite"
- "Misstress Barbara vs. Barbara Brown Vol 2"
- "Misstress Barbara vs. Barbara Brown Vol 1"
- "Growing Pains"
- "Effect Karma"
- "666 FVW"
- "Emotions On Plastic EP"
- "Naked Thought EP"
- "Barbara Brown Presents: Il Minestrone"
- "Zero ID3"
- "Relentless Desire EP"
- "Barbara Brown Presents: Dammelo, Mi Piace EP"
- "Royal Comfort (By Foreign Textures - Misstress Barbara & Christian Smith)
- "Cry And Dry"
- "First Reality EP"

"Never Could Have Your Heart"
- "Endless Passion"
- "Sagittarius"
- "International Artists EP"
- "Steps Towards Comprehension EP"
- "The Right Time"

### Compilations
- "Come With Me"
- "Iturnem In Pink"
- "White Is Pure"
- "MB02"
- "Relentless Beats Vol 2"
- MB01"
- "Relentless Beats Vol 1"

### Prix et distinctions
| Année | Événement                                | Prix                                                           |            |
| ----- | ---------------------------------------- | -------------------------------------------------------------- | ---------- |
| 2014  | MTL Awards                               | Meilleur DJ de Montréal                                        | Prix       |
| 2013  | ADISQ                                    | "Many Shades Of Grey" - Meilleur Spectacle en langue étrangère | Nomination |
| 2010  | Juno Awards                              | "I'm No Human" - Meilleur Enregistrement Dance de l'année      | Nomination |
| 2009  | GAMIQ Awards (Quebec Indie Music Awards) | "I'm No Human" - Meilleur album electro de l'année             | Nomination |
| 2002  | UK Underground Dance Music Awards        | "Best Breakthrough DJ"                                         | Prix       |
| 2002  | MIMI Awards                              | SODRAC Prize                                                   | Prix       |

## Voir également
- Disc jockey